# Gmina Dołneni
Gmina Dołneni (mac. Општина Долнени) – gmina wiejska w środkowej Macedonii Północnej.
Graniczy z gminami: Czaszka od północnego wschodu, Makedonski Brod od północnego zachodu, Kruszewo od zachodu, Kriwogasztani od południowego zachodu oraz Prilep od południowego wschodu.
Skład etniczny
- 35,9% – Macedończycy
- 26,65% – Albańczycy
- 19,14% – Turcy
- 17,54% – Boszniacy
- 0,77% – pozostali

W skład gminy wchodzi:
- 37 wsi: Beło Pole, Braiłowo, Crniliszte, Dabjani, Debreszte, Desowo, Dołgaec, Dołneni, Drenowci, Dupjaczani, Gorno Seło, Gostirażni, Kostinci, Koszino, Kutleszewo, Łażani, Łokweni, Mało Mramorani, Margari, Nebregowo, Nowosełani, Peształewo, Riłewo, Ropotowo, Sarandinowo, Sekirci, Senokos, Slepcze, Sliwje, Sredorek, Strowija, Wrancze, Zabrczani, Zapołżani, Zrze, Żabjani, Żitosze.